# Người Thái gốc Hoa
Người Thái gốc Hoa (tiếng Thái: ไทยเชื้อสายจีนphát âm tiếng Thái: [Thay-chưa-xảy-chin]; giản thể: 泰国华人; phồn thể: 泰國華人; Hán-Việt: Thái quốc Hoa nhân; bính âm: Tàiguó huárén) là nhóm Hoa kiều sinh ra tại Thái Lan. Họ chiếm 14% dân số của Thái Lan, do sự kết hôn lẫn nhau nên khó có thể xác định một con số thật cụ thể. Đa số người Thái gốc Hoa có gốc tích ở Triều Châu, Quảng Đông và do đó họ nói tiếng Triều Châu Mân Nam. Một thiểu số là hậu duệ của người Khách Gia và người nhập cư Hải Nam. Năm 1987, có khoảng 6 triệu người Thái gốc Hoa ở Thái Lan. Người Thái gốc Hoa đóng vai trò hàng đầu trong các lĩnh vực kinh doanh của Thái Lan và giữ vai trò thống trị nền kinh tế Thái Lan ngày nay

## Ngôn ngữ
Tiếng Thái đã thay thế tiếng Triều Châu làm ngôn ngữ chung giữa những người Hoa ở Thái Lan, chủ yếu ở Bangkok. Tuy nhiên, tiếng Quan thoại đang dần trở nên là ngôn ngữ thứ 2 của đa số những thế hệ trẻ người Thái gốc Hoa sử dụng trong công việc.